# Фондиљије (Анкона)
Фондиљије је насеље у Италији у округу Анкона, региону Марке.
Према процени из 2011. у насељу је живело 25 становника. Насеље се налази на надморској висини од 354 м.